# I Am a Ukrainian
Az I Am a Ukrainian (magyar nyelven: Ukrán vagyok) egy internetes vírusvideó, amely először 2014-ben került fel a YouTube-ra, és egy fiatal ukrán nőt ábrázol, aki a 2014-es ukrán forradalom tüntetőit támogatja. A nő kérésére Graham Mitchell brit fotós lefilmezte őt, amint a Majdanon beszél, barátja, Ben Moses pedig az anyagot összevágta videóvá, amelyet a nő nevében tett közzé a YouTube-on. A videót még abban az évben március végére több mint 8 millióan nézték meg.

## Háttér
A videóban szereplő nőt kezdetben nem nevezték meg a biztonsága érdekében, de végül azonosították: Julija Marusevszka, a Tarasz Sevcsenko Nemzeti Egyetem kijevi ukrán irodalomtudományi doktori hallgatója. Marusevszka öt ember halála után, akik közül hárman lőtt sebekbe haltak bele, január 22-én fogalmazta meg, írta és készítette a videót. Marushevska úgy érezte, hogy többet kell tennie az EuroMaidanért, és frusztrált volt amiatt, hogy szerinte a külföldiek nem tudták, miért is zajlanak a tüntetések. Tájékoztatni akarta a nézőket, hogy az ukránok le akarják váltani a kormányukat, mert aggódnak a kormányon belüli állítólagos ellenőrizetlen korrupció miatt. Végül egy 2 perc 4 másodperces videót forgattak, amelyben angolul beszél.

## Népszerűség
A YouTube-on mindössze néhány nap elteltével a videónak körülbelül 3,5 millió megtekintése volt. A videó többnyire pozitív fogadtatásban részesült, a több tízezer komment többségében támogató volt. Február 21-ig a videónak körülbelül 70 000 "like"-ja és 4000 "dislike"-ja volt. A kisebbségben lévő hangok szerint a videó túlságosan egyoldalú. A profi gyártási érték miatt is kritizálták, a Kony 2012 vitatott vírusvideójához való hasonlítást idézve, amely megtévesztette a nézőket, hogy azt higgyék, tisztán amatőr produkcióról van szó.

A BBC News úgy jellemezte, hogy a 2014-es ukrán forradalomról készült videók közül a legnagyobb hatást váltotta ki. Moses mostanra elkészült egy nagyjátékfilmmel, a Witness to a Revolution című dokumentumfilmmel, amely Juliáról és Ukrajna fejlődéséről szól a vírusvideóját követő évben.

## Utóhatás
2015 júliusában Mihail Szaakasvili, Odessza kormányzója bejelentette, hogy Julija Marusevszka elfogadta az Odesszai Regionális Államigazgatás helyettes vezetői állását. Mihail Szaakasvili szerint Julija Marusevszka korábban egyéves képzést töltött a Harvard és a Stanford egyetemeken.